# Čabiny
Čabiny (rusiń. Чабины, Czabyny) – wieś (obec) na Słowacji, w kraju preszowskim, w powiecie Medzilaborce. Miejscowość położona jest w historycznym kraju Zemplin.
Čabiny powstały w 1964 roku z połączenia wsi Vyšné Čabiny i Nižné Čabiny (obie były lokowane w roku 1478).